# William Kentridge
William Kentridge, né le 28 avril 1955 à Johannesbourg (Afrique du Sud), est un artiste sud-africain. Avant tout dessinateur de talent, il maîtrise de multiples techniques comme la vidéo, la gravure, la peinture, la sculpture, la tapisserie et la mise en scène. Son œuvre est marquée par l'apartheid, le colonialisme et toutes formes d'injustice sociale.

## Biographie
William Kentridge est né le 28 avril 1955 à Johannesburg, en plein apartheid. Arrière-petit-fils d'un émigré juif de Lituanie, qui a changé son nom Kantorovitch en Kentridge, et fui les pogroms du début du XXe siècle, il est le fils de Sidney Kentridge et Felicia Greffen. Ses parents sont tous deux activement engagés dans la lutte contre l'apartheid et défendent les victimes, lors des procès politiques. William Kentridge a cinq ans lors du massacre de Sharpeville en 1960. Il grandit dans cette société fondée sur l'injustice, les inégalités et la violence et son art en sera fortement marqué. L'apartheid et le colonialisme en sont des thèmes récurrents.

« J’ai suivi toute ma scolarité dans une société anormale où il se passait des choses monstrueuses. »

— LM Magazine 1er mars 2020
William Kentridge fréquente l'école King Edward VII à Houghton, obtient une licence de sciences politiques et d'études africaines à l'Université de Witwatersrand, puis un diplôme en Beaux-Arts à la Johannesburg Art Foundation.
Peu confiant dans ses talents de plasticien, il s'oriente vers le théâtre et étudie le mime et le théâtre à l’École internationale de théâtre et de mime de Jacques Lecoq, à Paris, à la fin des années 1970.
Entre 1975 et 1991 il est acteur et metteur en scène à la compagnie de théâtre de Junction Avenue à Johannesbourg. Dans les années 1980 il  travaille sur des téléfilms et feuilletons comme directeur artistique.
Mais, rapidement, il doute également de son talent comme acteur.

« Puis j’ai abandonné l’art, me disant que j’avais échoué en tant qu’artiste, et c’est alors que je suis allé à l’école de théâtre pour m’essayer au jeu d’acteur. […] Au bout de trois
semaines, j’ai su que je ne serais pas acteur. Mais j’ai beaucoup appris sur
la réalisation et le dessin. »

— William Kentridge, cité par Musée LAM

## Parcours artistique
Le travail de William Kentridge est étroitement associé à sa vie et son expérience dans l'Afrique du Sud de l'apartheid. La dénonciation des violences et de l'injustice est omniprésente dans son œuvre, ce qui le rapproche de graveurs comme Francisco Goya et Käthe Kollwitz mais aussi William Hogarth ou Honoré Daumier, eux aussi engagés socialement.
Son œuvre est truffée de références à l’histoire de l’art comme l’expressionnisme d’Otto Dix, Max Beckmann ou George Grosz, le constructivisme russe, le dadaïsme et le Bauhaus avec sa notion d'art total,.

### Dessin et gravure
Malgré son exploration continue des médias non traditionnels, le fondement de son art a toujours été le dessin et la gravure.
Au milieu des années 1970, William Kentridge réalise des gravures et des dessins. En 1979, il crée 20 à 30 monotypes, qui deviendront la série Pit. En 1980, il exécute une cinquantaine de gravures de petit format qu'il appelle les Domestic scenes. Ces deux groupes  d'estampes ont servi à asseoir l'identité artistique de Kentridge, identité qu'il n'a cessé de développer dans divers médias.
En 1996-1997, il produit un portfolio de huit gravures intitulé Ubu Tells the Truth, basé sur la pièce d'Alfred Jarry de 1896, où Ubu incarne, avec une apparente loufoquerie, les horreurs de la ségrégation raciale Ces œuvres font référence à la Commission de vérité et de réconciliation en Afrique du Sud après la fin de l'apartheid.
Les dessins de Six Drawing Lessons font partie d'une série de conférences/performances réalisées pour l'université Harvard (Charles Eliot Norton Lectures) en 2012. Ce travail traite du travail en atelier et de l'atelier comme espace mental, où se télescopent les formes, les images et les sons, à travers un jeu dynamique et visuel. Une série de grands dessins d'arbres à l'encre de Chine sur des pages d'encyclopédie retrouvées, déchirées et réassemblées, analyse la forme de différents arbres indigènes d'Afrique australe.

### Animation
En 1989 il crée sa première œuvre d'animation, 2d greatest city after Paris, dans la série Drawings for projection. Dans cette œuvre il utilise une technique qui est devenue une caractéristique de son travail : à partir d'un dessin unique au fusain, toujours sur la même feuille de papier, il retravaille certains éléments, en ajoute ou efface des parties, contrairement à la technique traditionnelle d'animation dans laquelle chaque mouvement est dessiné sur une feuille séparée. Ces différentes étapes sont filmées. Ainsi, les vidéos et films de Kentridge conservent les traces des différentes étapes du dessin. Sur le papier ne subsiste que la dernière version, les autres ont disparu,.
Kentridge utilise la même technique dans ses animations, Sobriety, obesity and growing old (1991), Felix in exile (1994), History of the main complaint (1996) et Stereoscope (1999). En 1999 il crée Shadow procession avec des découpes de carton noir sur des pages de livres et des cartes.
Ses animations traitent de sujets politiques et sociaux d'un point de vue personnel et parfois autobiographique, puisque l'auteur inclut son autoportrait dans certaines de ses œuvres. Les concepts de temps et de changement sont également très présents : les traces de ce qui a été effacé sont encore visibles pour le spectateur.
En 1988, William Kentridge cofonde la Free Film-makers Co-Operative à Johannesburg. En 1999, il est engagé comme cinéaste par Stereoscope. En 2001, Creative Time diffuse son film Shadow Procession à Times Square sur l'écran NBC Astrovision Panasonic.

### Opera
William Kentridge a été sollicité pour créer des décors et diriger des productions à l'opéra. Là aussi, il met à contribution des techniques multiples, mise en scène, films d'animation, dessin…
Il est  metteur en scène de, notamment, Wozzeck (Berg), La Flûte enchantée (Mozart), Le Nez (Chostakovitch). Il a aussi collaboré avec le compositeur François Sarhan pour un spectacle musical Telegrams From the Nose pour lequel il  réalise la scénographie.
En novembre 2015, il réalise la mise en scène de Lulu de Alban Berg, créée au Metropolitan Opera de New York, en coproduction avec l'English National Opera et l'Opéra national des Pays-Bas.
Le 8 août 2017, la première de Wozzeck (Alban Berg) de William Kentridge au Festival de Salzbourg est accueillie par des réactions enthousiastes.

### Tapisserie
Kentridge étend son champ de techniques en réalisant une série de tapisseries à partir de 2001. Elles sont basées sur des dessins et des collages de papiers déchirés suggérant des personnages chargés de lourds colis, sur fond de cartes d'atlas du XIXe siècle. Le dessin en ombre est une constante chez Kentridge. Les silhouettes noires, qui ne fond qu'un avec leur charge, évoquent les esclaves, porteurs, réfugiés ou migrants...
Le tissage a été effectué par le Stephens Tapestry Studio à Johannesburg. La laine de chèvre a été filée localement et teinte avec des  colorants naturels

### Sculpture
En 2009, William Kentridge, en partenariat avec le sculpteur Gerhard Marcks, crée une sculpture de 10 m de haut, pour sa ville natale de Johannesburg, La sculpture est basée sur un dessin de Kentridge d'une vendeuse de rue portant un brasier en feu sur sa tête, d'où le nom familier qui lui est donné, Fire Walker (« marcheuse de feu »).
En 2012, sa sculpture Il cavaliere di Toledo, de six mètres de haut en acier corten, est dévoilée à Naples.
Rebus (2013-2014) est une série des neuf sculptures en bronze d'objets quotidiens qui, selon la façon dont elles sont assemblées forment des narrations différentes, des œuvres différentes. Elles invitent le spectateur à faire son propre rébus à partir des éléments proposés.

### Peintures murales
En 2016, à l'occasion de l'anniversaire de la fondation de Rome en 753 av. J.-C., William Kentridge découvre Triumphs and Laments, une fresque murale monumentale de 550 m de long et dix mètres de haut, sur la rive droite de Tibre. Cette frise représente plus de 80 personnages depuis la Rome mythologique jusqu'à l'époque contemporaine, en passant par l'extase de sainte Thérèse de Gian Lorenzo Bernini et le meurtre d'Aldo Moro. Il s'agit de la plus grande œuvre publique de l'artiste à ce jour. Pour cette fresque, Kentridge a choisi de ne pas peindre sur les murs, mais de faire apparaître ses dessins en effaçant autour d'eux, la grisaille recouvrant les murs. Les différents personnages sont constitués de la couche noire recouvrant les kilomètres de muraille. Il s'agit d'une œuvre éphémère puisqu'elle va disparaître progressivement lorsque la pollution va, à nouveau, recouvrir les murs.
Pour célébrer son lancement, il a conçu, avec le compositeur sud-africain de renom, Philip Miller, une série de performances basées sur des jeux d'ombres, interprétées par plus de 40 musiciens.

### Installations et performances
O Sentimental Machine est une installation vidéo dont le titre fait référence à une phrase de Léon Trotski : « Les hommes sont des machines sentimentales programmables. »
Plusieurs petits films sont projetés sur les murs d'un petit salon à la décoration sommaire. L'élément central est une vidéo inédite d'archive où Trotski s'exprime en français. Dans une autre vidéo, Kentridge, affublé d'une moustache, parodie la gestuelle de Trotski. Sur une autre encore, une secrétaire un peu déjantée, tombe amoureuse d'un mégaphone... Des images muettes qui font référence au cinéma d'entre-deux-guerres. L’installation rappelle le non-sens et l'humour du mouvement Dada
The Head & the Load, est une pièce mêlant films, théâtre et jeux d’ombres, présentée pour la première fois à la Tate Modern de Londres en 2018. Commandée pour le centenaire de la Première Guerre mondiale, elle rend hommage aux millions de soldats africains sacrifiés durant ce conflit qui ne les concernait pas. Sébastien Delot, le directeur du LaM commente :  « William Kentridge exhume ici ces tragédies que les livres d’histoire ont oubliées. Il s’intéresse à ces zones obscures pour mieux révéler la lumière. » Cette œuvre prend la forme d'une longue et imposante procession musicale. Elle témoigne de l'expérience de près de deux millions de porteurs africains utilisés par les armées britanniques, françaises et allemandes pour porter le poids des victimes de la Première Guerre mondiale en Afrique. Kentridge travaille ici avec les compositeurs Philip Miller et Thuthuka Sibisi et le chorégraphe et danseur Gregory Maqoma ainsi qu'avec une distribution internationale de chanteurs, danseurs et interprètes, majoritairement d’origine sud-africaine. La partition de Miller est interprétée par l'orchestre de chambre new-yorkais The Knights, rejoint par des musiciens d’Italie, d’Afrique du Sud et de Guinée.

## Expositions
Il a été exposé à la Documenta X de Cassel (1997); à la 24e Biennale de São Paulo (1998); et à la Biennale de Venise (1999). Il a eu des expositions personnelles à Londres, Berlin, New York, Sydney, Kyoto et Johannesbourg. Il faisait partie des six artistes sélectionnés pour le prix Hugo Boss d'art contemporain en 1998. En 2010, le Jeu de Paume accueille l'exposition monographique, rétrospective: William Kentridge, cinq thèmes où sont présentés, entre autres, I am not me, the horse is not mine (installation vidéo mise en musique par Philip Miller) qui fait partie des travaux préparatoires à sa dernière mise en scène : Le Nez, opéra de Chostakovitch, coproduit et présenté par le MET de New York (mars 2010), le festival international d'art lyrique d'Aix-en-Provence (juillet 2011) et l'opéra de Lyon (octobre 2011). En parallèle, il présente au musée du Louvre une exposition sur le thème de l'Égypte : Carnets d'Égypte (l'artiste expose ses dessins à côté des œuvres du musée, ses vidéos sont projetées dans le lit à baldaquin de Louis XIV) et la performance musicale Telegrams From the Nose.
La DOCUMENTA (13) de Cassel de 2012 présenta son nouveau projet multiforme autour de la notion de temps, réalisé en collaboration avec le scientifique américain Peter Galison.
À l'automne 2018, le musée Reine-Sophie de Madrid a organisé une importante rétrospective de son œuvre.
- 1997 : Documenta X, à Cassel
- 1998 : 24e Biennale de São Paulo[26]
- 1999 : Biennale de Venise
- 2010 : William Kentridge, cinq thèmes, Musée du Jeu de Paume[27]
- 2010/2011 : William Kentridge. Fünf Themen, Albertina, Vienne[28]
- 2012 : DOCUMENTA (13), à Cassel[29].
- 2013-2015 : Fortuna. Brésil, Colombie et Mexique (Musée Universitaire d'Art Contemporain, Mexico; Musée Amparo, Puebla)[30],[31]
- 2015 : Biennale de Venise. (hommage à Pasolini)[32]
- 2016 : NO IT IS ! Martin Gropius Bau à Berlin[33]
- 2018 : William Kentridge Enough and more than enough, Musée Reine-Sophie, Madrid[34]
- 2019 - : Prête-moi ton rêve, exposition collective itinérante[35].
- 2020 (5 février-5 juillet) : Un poème qui n'est pas le nôtre, LAM, Villeneuve d'Ascq[11]
- 2020-2021 William Kentridge : 7 fragments, Musée Guggenheim, Bilbao[36]
- 2021 : More Sweetly Play The Dance, Mudam, Luxembourg[37]
- 2023 : You Whom I Could Not Save, Palazzo Branciforte, Palerme[38]
- 2024 : Je n'attends plus , Fondation Luma, Arles[39]

## Publications
- (en) Stop Here, Les Presses du réel, 2016  (ISBN 978-2-37229-020-3)
- (en) Six Drawing Lessons (The Charles Eliot Norton Lectures), Harvard University Press, 2014  (ISBN 978-0674365803)
- (en) No It Is (catalogue d'exposition, Cologne, Walther König, 2016  (ISBN 978-0300230253)
- (en) The Head & The Load, Prestel, 2020  (ISBN 978-3791387185)
- (en) Avec Rosalind C. Morris, That Which Is Not Drawn: In Conversation (The Africa List), Seagull Books, 2017  (ISBN 978-0857424457)
- (en) Avec Valerie Cudel (éd.), Everyone Their Own Projector, éditions Captures, 2008  (ISBN 978-2953188905)

## Distinctions
- 1998 : Nomination pour le prix Hugo-Boss[40]
- 2003 : Kaiserring de la ville de Goslar[41]
- 2007 : Prix d'argent de l'ordre de l'Ikhamanga[42]
- 2008 : Prix Oskar Kokoschka[43]
- 2010 : Prix de Kyoto[44]
- 2017 : Prix Princesse des Asturies[45]
- 2018 : Prix Antonio-Feltrinelli[46]
- 2019 : Praemium Imperiale, dans la catégorie Peinture[47]